# علامت مربع
علامت # که به آن علامت مربع گفته می‌شود یکی از علایمی است که از دیرباز کاربردهای مختلفی داشته‌است و از جمله رایج‌ترین کاربردهای امروزی آن، در شماره‌گیر دستگاه‌های تلفن است. به عنوان مثال، برخی دستورهای در شبکه‌های تلفن همراه با استفاده از نشان‌های ستاره و مربع وارد می‌شوند.
در انگلیسی به این علامت هش (hash) نیز گفته می‌شود و از سال ۲۰۰۷ که استفاده از این نشان برای برچسب‌های فراداده در شبکه‌های اجتماعی اینترنتی مرسوم شد، به این برچسب‌ها نیز هشتگ (hashtag متشکل از hash و tag به معنای برچسب) نام داده شد.